# Stazione di Bologna Fiere
La stazione di Bologna Fiere è una stazione ferroviaria di Bologna, costruita per servire l’area fieristica.
È posta sulla linea di cintura ed è punto d’origine della linea diretta allo scalo di smistamento di San Donato.

## Storia
L’impianto, in origine una semplice fermata denominata «Bologna Fiera» e posta alla progressiva chilometrica 2+912, fu attivato il 24 aprile 1996.
Successivamente assunse la denominazione attuale e fu trasformato in stazione; la progressiva chilometrica venne mutata in 2+740.

## Strutture e impianti
La stazione conta due binari serviti da due banchine laterali collegate da un sottopassaggio.